# Ixodidae
Ixodidae es una familia de garrapatas que son comúnmente llamadas garrapatas duras debido a que poseen escutelo o coraza dorsal, a diferencia del taxón Argasidae que carecen del mismo.

## Características
Tanto las ninfas como los adultos poseen una prominente cabeza que se posiciona de frente hacia el cuerpo del animal, en cambio los Argasidos poseen la cabeza bajo al cuerpo en el momento de alimentarse. Las piezas bucales están situadas en la parte anterior del cuerpo. Se fijan al huésped por periodos prolongados de tiempo.

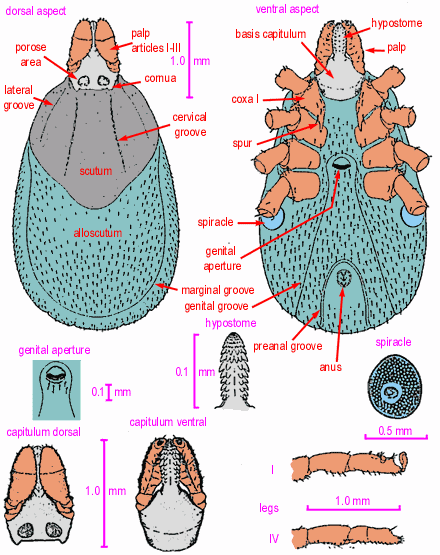
Anatomía general de una garrapata Ixodidae hembra.
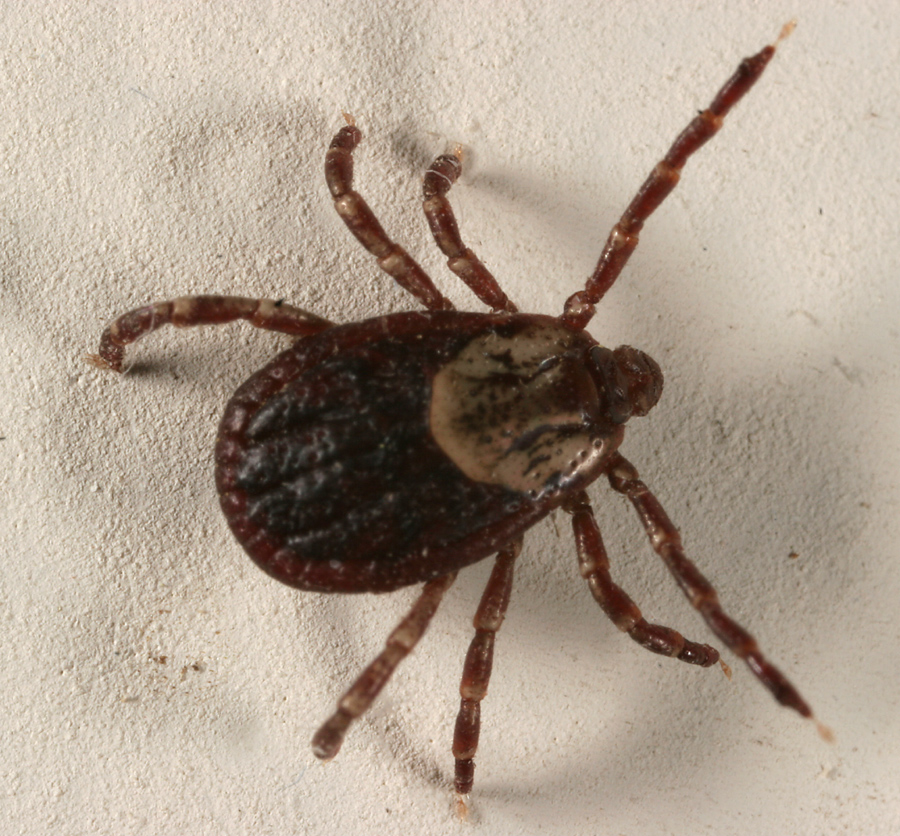
Garrapata macho de perro antes de alimentarse.
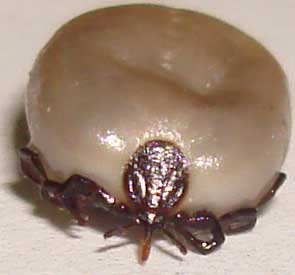
Garrapata hembra de perro tras alimentarse.

## Taxonomía
Existen 702 especies en 14 géneros, algunos de los cuales son considerados vectores de importancia médica o veterinaría y económica como Rickettsia y Borrelia.
La familia contiene los siguientes géneros:
- Amblyomma – 130 especies (incluye Aponomma),
- Anomalohimalaya – 3 especies,
- Bothriocroton – 7 especies,
- Cosmiomma – 1 especies,
- Cornupalpatum – 1 especies,
- Compluriscutula – 1 especies,
- Dermacentor – 34 especies (incluye Anocentor),
- Haemaphysalis – 166 especies,
- Hyalomma – 27 especies,
- Ixodes – 243 especies,
- Margaropus – 3 especies,
- Nosomma – 2 especies,
- Rhipicentor – 2 especies,
- Rhipicephalus – 82 especies (incluye Boophilus).